# Charline Picon
Charline Picon (* 23. Dezember 1984 in Royan) ist eine französische Windsurferin.

## Erfolge
Charline Picon nahm an zwei Olympischen Spielen teil. Bei den Olympischen Spielen 2012 in London belegte sie mit 89 Punkten den achten Platz. Die Spiele vier Jahre darauf in Rio de Janeiro verliefen deutlich erfolgreicher für Picon: dank eines zweiten Platzes im abschließenden medal race schloss sie die Regatta mit 64 Gesamtpunkten auf dem ersten Platz vor Chen Peina und Stefanija Jelfutina ab und wurde somit Olympiasiegerin. Bei Weltmeisterschaften sicherte sie sich zunächst 2009 und 2010 jeweils die Bronzemedaille, ehe ihr 2014 in Santander der Titelgewinn gelang. 2018 belegte sie in Aarhus den zweiten Platz, ebenso 2020 in Sorrento. Zwischen 2013 und 2016 wurde Picon dreimal Europameisterin. 2021 gewann die Französin bei den Olympischen Sommerspielen 2020 in Tokio die Silbermedaille in der Windsurf-Regatta.
Nach den Spielen wechselte Picon in die Bootsklasse 49erFX. Bei den Olympischen Spielen 2024 in Paris ging Picon mit Sarah Steyaert an den Start. Sie belegten fünfmal den zweiten Platz in den ersten zwölf Wettfahrten und gingen mit sieben Punkten Vorsprung vor Vilma Bobeck und Rebecca Netzler aus Schweden und einem Punkt Vorsprung auf die Niederländerinnen Odile van Aanholt und Annette Duetz als Erste ins abschließende Medal Race. Unter den dort startenden zehn Teams belegten sie den sechsten Platz, womit Picon und Steyaert im Gesamtklassement noch um zwei Plätze nach hinten rückten. Duetz und van Aanholt wurden mit 74 Punkten Olympiasiegerinnen, vor Bobeck und Netzler mit 76 Punkten. Picon und Steyaert erzielten 79 Gesamtpunkte und erhielten als Drittplatzierte somit die Bronzemedaille.
Für ihren Olympiasieg erhielt Picon Ende 2016 das Ritterkreuz der Ehrenlegion.